# Un ragazzo di strada (album)
Un ragazzo di strada è il primo album del gruppo musicale beat italiano dei Corvi, pubblicato dalla Ariston Records nel 1966. Nel 2016, in occasione dei 50 anni del brano Un Ragazzo di Strada il gruppo capitanato dal batterista originale, Claudio Benassi, torna sulle scene per un tour estivo: la scaletta ripercorre interamente la storia del gruppo rock beat italiano dagli inizi a oggi.

## Tracce
Lato A
1. Un ragazzo di strada – 2:20 (Annette Tucker, Nancy Mantz, Nisa (Nicola Salerno)) – Versione italiana della canzone dei Brogues, I Ain't No Miracle Worker
2. Che strano effetto – 2:35 (Franco Califano, Nisa (Nicola Salerno), Ray Davies) – Versione italiana della canzone di Dave Berry, This Strange Effect
3. Quando quell'uomo ritornerà – 2:58 (Alberto Salerno, Massimo Salerno)
4. Datemi una lacrima per piangere – 2:30 (Alberto Salerno, Massimo Salerno)
5. Voglio finirla...! – 2:38 (Donovan, Mario Coppola) – Versione italiana della canzone di Donovan, To Try for the Sun
6. Che notte ragazzi – 2:37 (Antonio Amurri, Piero Umiliani)

Durata totale: 15:38
Lato B
1. Bang Bang – 2:42 (Sonny Bono, Mario Coppola) – Versione italiana della canzone di Sonny & Cher, Bang Bang
2. Luce – 2:30 (Alberto Salerno, Massimo Salerno)
3. I colori – 2:00 (Donovan, Herbert Pagani) – Versione italiana della canzone di Donovan, Colours
4. Si prega sempre quando è tardi – 2:57 (Alberto Salerno, Massimo Salerno)
5. C'è un uomo che piange – 2:32 (Franco Califano, Nisa (Nicola Salerno), Stelvio Cipriani)
6. Resterai – 2:38 (James Brown, Manipoli (Alberto Salerno)) – Versione italiana della canzone di James Brown, I Don't Mind

Durata totale: 15:19

## Musicisti
- Angelo Ravasini - chitarra, voce
- Fabrizio Levati - chitarra
- Italo ''Jimmy'' Ferrari - basso, voce
- Claudio Benassi - batteria